# Rhonda Thorne
Rhonda Mary Thorne, OAM (* 6. Februar 1958 in Toowoomba als Rhonda Shapland), nach erneuter Heirat Rhonda Clayton, ist eine ehemalige australische Squashspielerin.

## Karriere
Rhonda Thorne gewann 1981 nach einem Sieg gegen Vicki Cardwell die Weltmeisterschaft. Sie besiegte Cardwell mit 8:10, 9:4, 9:5, 7:9 und 9:7. Zwei Jahre später in Perth erreichte sie als Titelverteidigerin erneut das Endspiel, in dem sie Cardwell diesmal mit 1:9, 3:9 und 4:9 unterlag. Zwischen 1977 und 1984 gehörte sie zum Kader der australischen Nationalmannschaft, die sie 1981 und 1983 als Kapitänin zum Weltmeistertitel führte. Sie beendete 1985 ihre Karriere.
Thorne, die Mitglied der Squash Australia Hall of Fame ist, war verheiratet mit Ross Thorne, der ebenfalls Squashspieler war. Im Juni 2023 erhielt sie die Medaille des Order of Australia.

## Erfolge
- Weltmeister: 1981
- Weltmeister mit der Mannschaft: 1981, 1983